# 임종인 (배우)
임종인(1987년 3월 28일 ~ )은 대한민국의 배우이다.

## 학력
- 서울예술대학 영화과

## 출연작

### 드라마
- 《손의 흔적》 (웹드라마, 2017년) - 랩치프 역
- 《통 메모리즈》 (웹드라마, 2016년) - 하우서 역
- 《악몽선생》 (웹드라마, 2016년)
- 《노리코, 서울에 가다》 (KBS2, 2011년) - 우진 역
- 《내 마음의 수선공》 (OBS, 2011년)

### 연극
- 《조제, 호랑이 그리고 물고기들》 - 사이토 역
- 《낮병동의 매미들》

### 광고
- 르노삼성
- 좋은데이
- KTF

### 뮤직비디오
- 제이세라 - 사랑시 고백구 행복동